# Trance (película de 2013)
Trance es una película británica, estrenada en 2013, dirigida por Danny Boyle con guion de Joe Ahearne y John Hodge. Está protagonizada por James McAvoy, Rosario Dawson y Vincent Cassel.

## Sinopsis
Acuciado por unas deudas de juego Simon Newton (James McAvoy), trabajador en una casa de subastas, decide ofrecerse a una banda criminal para informar y colaborar desde dentro en el robo de la obra Vuelo de brujas del famoso pintor español Francisco de Goya que se iba pronto a subastar. El atraco se produce aparentemente con éxito, pero cuando los ladrones desembalan el contenido de la bolsa donde Simon debía haber puesto la obra la encuentran vacía. Franck (Vincent Cassel), líder de la banda, sospecha entonces que Simon les ha tratado de engañar y van a buscarle para conseguir el cuadro. Sin embargo, Simon se encuentra en el hospital, recuperándose de un golpe que recibió en la cabeza y que le ha hecho olvidar lo que sucedió durante el atraco. Después de amenazarle y torturarle sin éxito Franck decide cambiar de estrategia. Para extraer los recuerdos olvidados de la memoria de Simon recurre a una hipnoterapeuta (Rosario Dawson) que después de varias sesiones termina por descubrir lo que está sucediendo. Entonces ella se ofrece a colaborar con la banda a cambio de obtener una parte del botín.

## Reparto
- James McAvoy como Simon Newton.[3]
- Rosario Dawson como Elizabeth Lamb.[3][4]
- Vincent Cassel como Franck.[3][4]
- Danny Sapani como Nate.
- Wahab Sheikh como Riz.
- Matt Cross como Dominic.

## Curiosidades
La pintura de Goya es un elemento transversal a la trama, su importancia no se limita sólo al cuadro robado. El guion establece una relación entre la psicología del personaje principal, Simon, aficionado al arte, con las innovaciones estéticas del pintor y su exploración de todos los rincones de la mente humana. De manera explícita se menciona la repercusión de la Maja desnuda en la humanización de la pintura, al representar por primera vez el sexo femenino tal y como es de forma natural y no bajo la idealización de los pudorosos cánones anteriores.
Danny Boyle hizo patente esta intención durante todo el metraje y en declaraciones sobre la película aseveró: «Goya fue el primer gran pintor de la mente humana».